# Cișmele, Galați
Cișmele este un sat în comuna Smârdan din județul Galați, Moldova, România. Populația acestui sat este în continua creștere. Aceasta creștere se datorează persoanelor ce își muta domiciliile din mediul urban spre cel rural si se stabilesc pentru un trai mai linistit, agricultura, inițierea unor afaceri, etc.
Cismele este un sat atestat în 1812, ca moșie a Mănăstirii Precista din Galați. La 15 august 1825 era unită cu „Moșia Dracii", ulterior fiind numită Drăculești. Toponimul Dracea sau Drăculești este de origine onomastică. Dumitrache Dracea, pârcălab de Galați, care a judecat la 22 aprilie 1665 o pricină pentru satul Șendreni, a cumpărat o parte din moșia care i-a purtat numele. Numele satului Cișmele provine de la cuvântul de origine turcă cișmea, fântână zidită la suprafață.